# Museo Arqueológico Julio César Cubillos
El Museo Arqueológico Julio César Cubillos (MAJCC) es un museo arqueológico ubicado en Santiago de Cali, Colombia. El museo se halla adscrito a la División de Bibliotecas de la Universidad del Valle, localizado en las instalaciones de la Biblioteca Mario Carvajal.

## Historia
El museo inicia con la firma entre las Empresas Municipales de Cali y la Universidad del Valle, bajo la cual se creó la Fundación del Centro Regional de Investigaciones Arqueológicas el 22 de marzo de 1967, el cual posteriormente pasaría a ser la colección del museo. La fundación iniciaría oficialmente actividades el 1 de junio del mismo año al adquirir personería jurídica, ocupando una planta baja cerca al río Cali para luego ser trasladada a la sede de la Sociedad de Mejoras Públicas, donde estaría hasta 1982.
Durante su estancia en el salón principal de la Sociedad de Mejoras Públicas la colección tuvo que se guardada en varios ocasiones, ya fuera por restauraciones del lugar o motivos similares. Fue así que el 1 de diciembre de 1986 el museo se trasladó al primer piso de la Biblioteca Mario Carvajal de la Universidad del Valle, lugar donde actualmente aún se encuentra. Dentro del alma mater el museo fue adscrito en primer lugar a la Decanatura Asociada de Cultura y luego a la División de Bibliotecas.
Desde su creación en 1967 el museo fue administrado por Julio César Cubillos, quien estuvo en el cargo hasta su muerte en julio de 1994 debida a un cáncer pancreático. Desde entonces es administrado por Carlos Armando Rodríguez.

## El museo

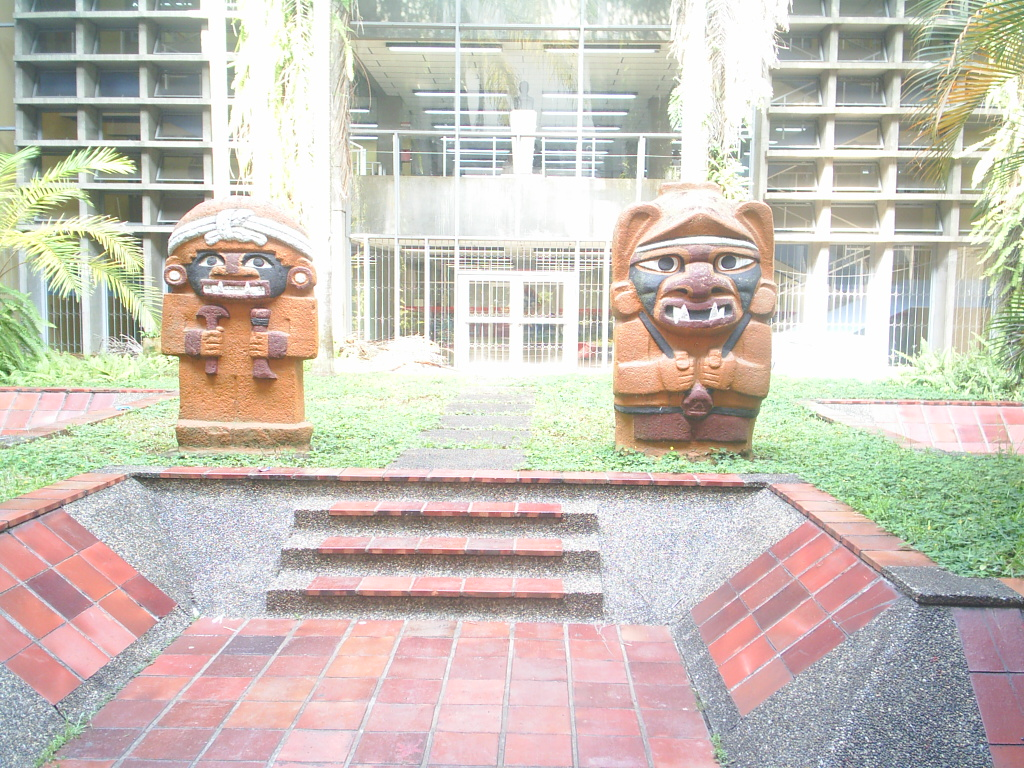
Réplicas de estatuas pertenecientes a la Cultura San Agustín en la entrada del museo en la Plazoleta de las Palmas.

El museo desarrolla una actividad de investigación, recolección, conservación y difusión del patrimonio cultural de la región. El museo participa activamente de excavaciones dentro del propio campus de la Universidad, como en otros sitios de interés arqueológico del suroccidente colombiano. El museo articula sus actividades científicas a proyectos educativos como conferencias, talleres o seminarios; además de contribuir a la formación de estudiantes de colegio y universitarios en planes de estudio de antropología, artes visuales, historia y ciencias sociales.
Las investigaciones del museo se desarrollan en conjunto a la Cátedra de Culturas Antiguas de América de la Universidad del Valle, creada en 1998, y con el Grupo de Investigación en Arqueología y Diversidad Sociocultural Prehispánica "Arqueodiversidad" de la Facultad de Artes Integradas de la Universidad del Valle. Además el museo realiza exposiciones e inicia a escolares en temas de arqueología a través de su programa "El Museo y los colegios".

## Colección
La colección del MAJCC está dividida en Ceramoteca y Osteoteca. La Ceramoteca está compuesta por más de 3000 objetos, entre los que destacan vasijas rituales y domésticas, figuras antropomórficas y volantes de huso, provenientes de las diversas sociedades agroalfareras que vivieron en el suroccidente colombiano antes de la colonización española de América. La Ceramoteca está dividida en tres periodos bajo los cuales se agrupan varios de estos grupos humanos:
- Socioculturas Prehispánicas del Periodo Formativo (1.300. - 0 a. C.): Cultura Ilama.

- Socioculturas Prehispánicas del Periodo Clásico Regional (300 a. C. -700/800 d. C.): Yotoco-Malagana, Tumaco-La Tolita II, y Capulí.

- Socioculturas Prehispánicas del Periodo Tardío-Preconquista (500 -1500 d. C.): Sonso, Quimbaya Tardío, Bolo-Quebrada Seca, Piartal y Tuza.

La Osteoteca conserva 250 conjuntos óseos y 220 conjuntos dentales del periodo Tardío-Preconquista.
En la actualidad sólo se encuentra expuesto el 10% de la colección. Gran parte de la colección del museo jamás ha sido expuesta al público debido a la falta de espacio, recursos económicos y humanos para la elaboración de un guion museográfico apropiado y actualizado.